# معركة الرور
معركة الرور عام 1943 حملة بريطانية للقصف الإستراتيجي لمدة 5 شهر خلال الحرب العالمية الثانية ضد منطقة الرور في ألمانيا النازية، والتي كانت تضم مصانع فحم الكوك ومصانع الصلب و10 مصانع للزيوت الاصطناعية. قصفت الحملة 26 هدفًا. وشملت الأهداف أعمال تسليح كروب (ايسن)، ومصنع Nordstern للزيوت الاصطناعية (Gelsenkirchen)، ومصنع راينميتال - بورسيك في دوسلدورف. تم إجلاء الأخير بأمان خلال معركة الرور. على الرغم من أنها ليست جزءًا من منطقة الرور، إلا أن معركة الرور شملت مدنًا أخرى مثل كولونيا التي كانت تقع في منطقة راين-روهر  وتعتبر جزءًا من «المجمع الصناعي» نفسه. بعض الأهداف لم تكن مواقع للإنتاج الصناعي الثقيل بل كانت جزءًا من إنتاج وحركة العتاد. 
على الرغم من أن الرور كان دائمًا هدفًا لسلاح الجو الملكي البريطاني منذ بداية الحرب، إلا أن الدفاعات المنظمة والكمية الكبيرة من الملوثات الصناعية المنتجة والتي أعطت الضباب الدخاني أو الضباب الصناعي شبه الدائم أعاقت القصف الدقيق.   قام الألمان أيضًا ببناء أفخاخ ليلية واسعة النطاق مثل موقع شرك Krupp (الألمانية: Kruppsche Nachtscheinanlage) الذي كان موقعًا ألمانيًا لتصنيع الصلب لكروب في إسن. خلال الحرب العالمية الثانية، تم تصميمه لتحويل الضربات الجوية للحلفاء من موقع الإنتاج الفعلي لمصنع الأسلحة. 
قبل انتهاء معركة الرور، بدأت عملية جمورة «معركة هامبورغ». حتى بعد هذا التحول لتركيز على هامبورغ، سيكون هناك المزيد من الغارات على منطقة الرور من قبل سلاح الجو الملكي البريطاني - جزئيًا للحفاظ على دفاعات ألمانيا مشتتة، تمامًا كما كانت هناك غارات على مناطق غير الرور أثناء المعركة.